# Lagoa do Sítio
Lagoa do Sítio este un oraș în Piauí (PI), Brazilia.